# Henrichenburg (Burg)
Die Henrichenburg ist eine ehemalige Burg in der früheren, nach ihr benannten Gemeinde Henrichenburg, einem Stadtteil von Castrop-Rauxel. Der Platz der Burganlage liegt heute unmittelbar am Ufer des Rhein-Herne-Kanals östlich der südlichen Auffahrtrampe der Wartburgstraßenbrücke über den Kanal.

## Geschichte
Eine Urkunde von 1263 nennt Arnold Ritter von Henrichenburg als Besitzer. Die Burg war unweit nördlich der Emscher gelegen und bildete am südlichen Rand des Vestes Recklinghausen eine wichtige Befestigungsanlage an der Grenze zur benachbarten Grafschaft Mark. 1382 übernahm die Familie von Düngelen die Henrichenburg von den Herren von Oer. 1480 kam Arnold von Gysenberg durch Erbschaft in Besitz der Henrichenburg. Seine Nachfolger behielten sie bis zum Tod des letzten Gysenbergers, Adolf Arnold Robert von Gysenberg, der seit 1675 Domherr in Hildesheim war, am 2. Juni 1725. Er hatte die Burg seinem Großneffen Clemens August von Westerholt vererbt, der sich seit dem Erbfall von Westerholt-Gysenberg nannte.
Durch Heirat gelangte die Burg in den Besitz des Freiherrn von Boenen. Dieser verkaufte sie 1775 für 108.000 Reichstaler an die Fürstin Franziska Christine von Pfalz-Sulzbach, die Fürstäbtissin von Essen. Nach deren Tod im Jahre 1776 ging die Burg als Teil der Fürstin-Franziska-Christine-Stiftung in den Besitz des Waisenhauses Essen-Steele über. Elf Jahre später, 1787, wurde die baufällige Burg abgetragen.
Im Laufe der Zeit geriet der Ort der ehemaligen Burg in Vergessenheit. Anfang der 1990er Jahre kaufte die Stadt Castrop-Rauxel das Gelände von der Fürstin-Franziska-Christine-Stiftung in Essen und plante eine Bebauung mit Einfamilienhäusern. Bei Beginn der Bauarbeiten stieß man 1994 auf die Reste der ehemaligen Burg. Die Bauarbeiten wurden gestoppt und das Gelände wurde archäologisch untersucht und aufgearbeitet.

## Landschaftspark
Nach Ende der archäologischen Arbeiten wurden die im Erdreich verbliebenen Reste mit Boden abgedeckt und darauf ein Park angelegt. Die Grundrisse der Mauern wurden im Bereich der Burg mit Hecken nachgebildet. Eine Holzbrücke führt über eine virtuelle Gräfte und im Vorbereich zeigen Pflasterungen den ehemaligen Verlauf der Mauern.